# Argiletum
Argiletum var en gata i antikens Rom och ett av dess huvudstråk. Argiletum sträckte sig från Forum Romanum till stadsdelen Subura, det vill säga dalen mellan Viminalen och Esquilinen. Namnet Argiletum kommer förmodligen av argilla, en typ av vit lera som fanns i närheten.